# Platane

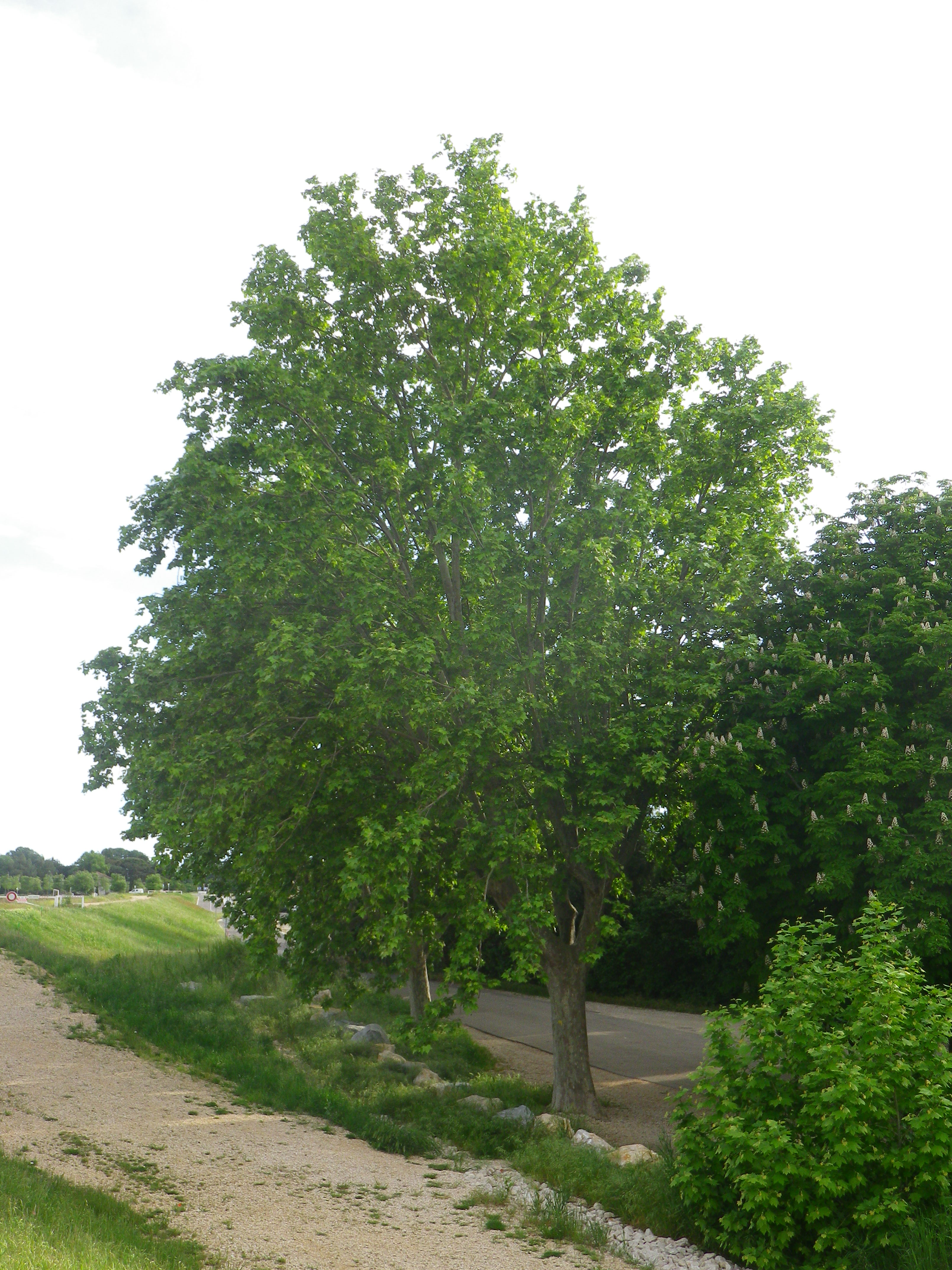
Platanes à feuilles d'érable (Platanus ×acerifolia) âgés, au début du mois de mai, en compagnie d'un marronnier commun en pleine floraison (à droite) et d'un autre platane à feuilles d'érable coupé à sa base qui repousse (à droite).

Platanus
Pour les articles homonymes, voir Platane (homonymie).
Genre
Synonymes
- Platanos St.-Lag.[1]

Les platanes  (Platanus) sont un genre de plantes à fleurs de la famille des Platanaceae qui comprend une dizaine d'espèces d'arbres. La plus répandue est un hybride, le platane commun largement utilisé comme arbre d'alignement pour orner les places, les rues et certaines routes.
Étymologie : du nom grec πλάτανος / plátanos, « platane », dérivé de l'adjectif πλατύς / platús, « large ».

## Caractéristiques générales

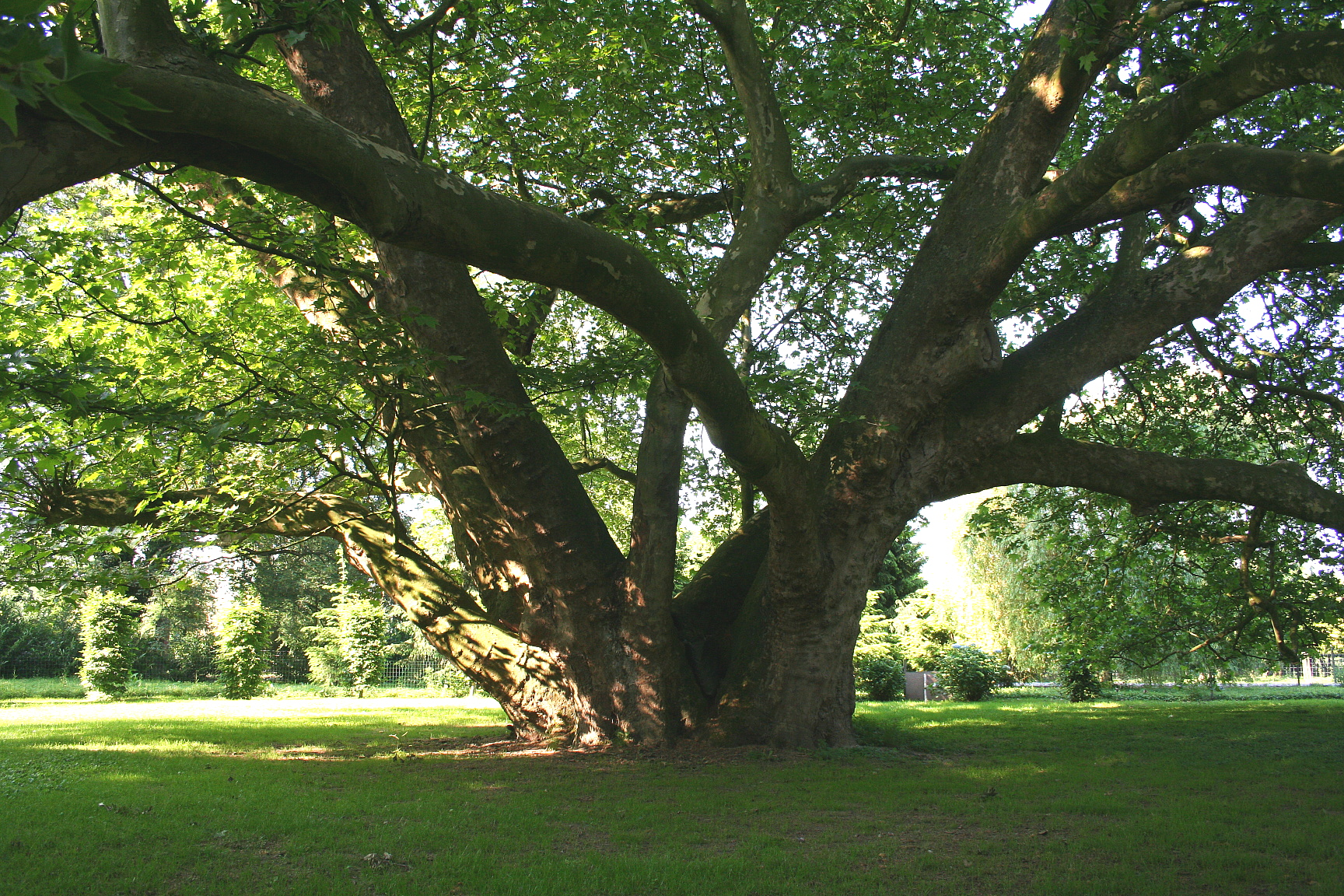
Platane à feuilles d’érable (Platanus ×hispanica synonyme Platanus ×acerifolia) de Soignies (11 m de circonférence à 50 cm du sol, pour 18 m de haut en 1999).

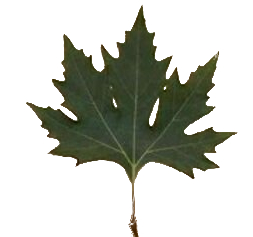
Feuille de Platanus orientalis.

Les platanes sont de grands arbres, pouvant atteindre de 25 à 55 m de haut, dont les caractéristiques générales diffèrent peu d'une espèce à l'autre. Ils ont une durée de vie assez longue (plusieurs centaines d'années, voire dix siècles et plus). Dans un sol suffisamment humide, le platane peut vivre jusqu'à 4 000 ans.
Leur écorce caractéristique se fissure en écailles appelées rhytidomes dégageant des zones jaunâtres laissant apparaître le liège. L'aspect de peau de serpent de l'écorce est assez particulier.
Les feuilles sont caduques, alternes, assez grandes (de 15 à 25 cm de long), presque aussi larges que longues et de consistance assez ferme, voire coriace. Elles sont à nervation pédalée et comptent trois, cinq ou sept lobes aigus plus ou moins profondément séparés. Ces feuilles rappellent celles de certains érables, mais la distinction est facile à faire, les feuilles d'érables étant toujours opposées sur la tige et possédant une nervation palmée.
Les fleurs, très petites sont dépourvues de calice et de corolle. Elles sont réunies en chatons ou capitules globuleux. Elles fleurissent assez tôt (en mai dans l'hémisphère Nord).
Les fruits sont des akènes, généralement velus réunis en boules pendantes qui murissent à l'automne.
Le bois est dur et lourd, de couleur brun rosé.

## Distribution

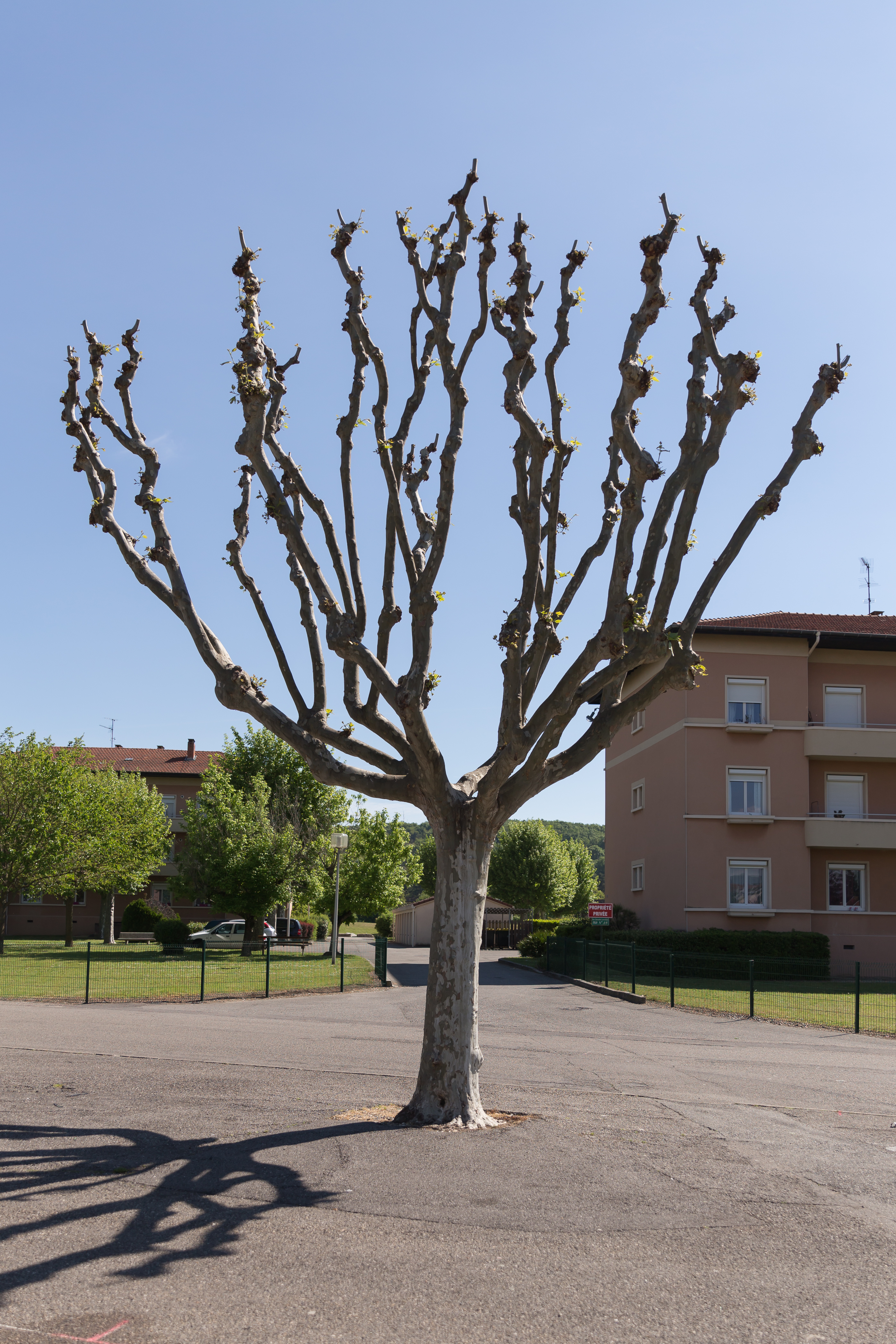
Platanus ×acerifolia (Platane commun) élagué à Roussillon, en Isère, en France.

Les différentes espèces de platanes sont originaires des régions tempérées subtropicales de l'hémisphère nord.

Il y avait déjà des platanes dans la région de Marseille il y a un million d'années, quand Homo Erectus est arrivé.

Des preuves (fossiles) de leur présence dans l'actuelle Hongrie existent pour l'époque tertiaire.
Le platane d'Occident et le platane d'Orient, très proches par leurs caractéristiques morphologiques, ont des aires de répartition bien distinctes (Amérique du Nord pour le premier, Balkans et Turquie pour le second).
Ce sont des espèces dites vicariantes.

## Histoire du platane
Le Plataniste était dans l'Antiquité grecque une plaine ombragée de platanes sous lesquels les jeunes Spartiates pratiquaient leurs exercices de gymnastique .
Le mot latin Platanus a notamment donné plaitoine, plantoine, ca 1150 (Le Conte de Floire et Blancheflor, éd. J. L. Leclanche, 1863 et 1986) et platan, fin XIIe-début XIIIe siècle.

En 1298, Le Livre de Marco Polo le décrit : « Il est moult grand et moult gros, ses feuilles sont d'une part vertes et de l'autre blanches. Il fait (des) bogues (ricci) semblables aux bogues de châtaigne, mais (il) n'y a rien dedans ».

En 1718 et 1740, le dictionnaire de l'Académie précise que plane (s.m.) est une « sorte d'arbre appelé autrement platane ». En 1762, platane renvoie aussi à plane.
Le Platane d'Orient a aussi autrefois été appelé plane ; mot qui a pu être source de confusion car on parlait aussi d'érable plane et d'érable-platane ou d'érable faux platane (les feuilles de l'un rappelant celles de l'autre).
Pour le Dictionnaire Godefroy, « le platanier est un arbres qui est ainsy appellé pour ses feuilles qui sont plates et larges (Corbichon, Propriét. des choses, XVII, 117, Richel. 22533, (287), Var., Plantanier (éd. 1486) : Des plantaniers qui obumbration Font aux bourgeons, ruisseaulx et fontaines (Guill. Michel, 4e liv. des Georg., (66v, éd. 1540) »
Au Royaume-Uni, dans le comté du Dorset, à environ 80 kilomètres à l'ouest de Southampton, dans le parc de l'école privée Bryanston School, vit encore un platane hybride « London Plane » et planté en 1749 « pour commémorer le centenaire de la mort tragique du roi Charles Ier, la tête tranchée par le bourreau (…) croisement entre un platane occidental et un platane oriental ». Il est présenté par le Guiness Book of the Records comme ayant une circonférence à hauteur d'homme de 6,95 m et une hauteur totale de 51 m.
La notion de Platanaie (plantation de platanes ou lieu planté de platanes) apparaît dans le dictionnaire au XIXe siècle.
Largement utilisés comme arbres d'alignement, ils ont été récemment répandus dans le monde par la culture.

## Platane et biodiversité
Les platanes sont appréciés en ville notamment pour leur résistance à la taille et à la pollution de l'air.
Hors des espaces urbains et de leur zone d'origine, ce sont des arbres particulièrement pauvres en épiphytes et en biodiversité hébergée.
Les platanes ont un potentiel allergisant fort. Ils produisent une quantité importante de grains de pollens, qui se dispersent bien. Les fibres du fruit provoquent des irritations qui touchent aussi les personnes non allergiques. Sa plantation abondante en ville qui participe au problème de santé publique. En France 10 à 20% de la population est allergique au pollen. Les allergies respiratoires sont au premier rang des maladies chroniques de l’enfant.

## Liste des espèces

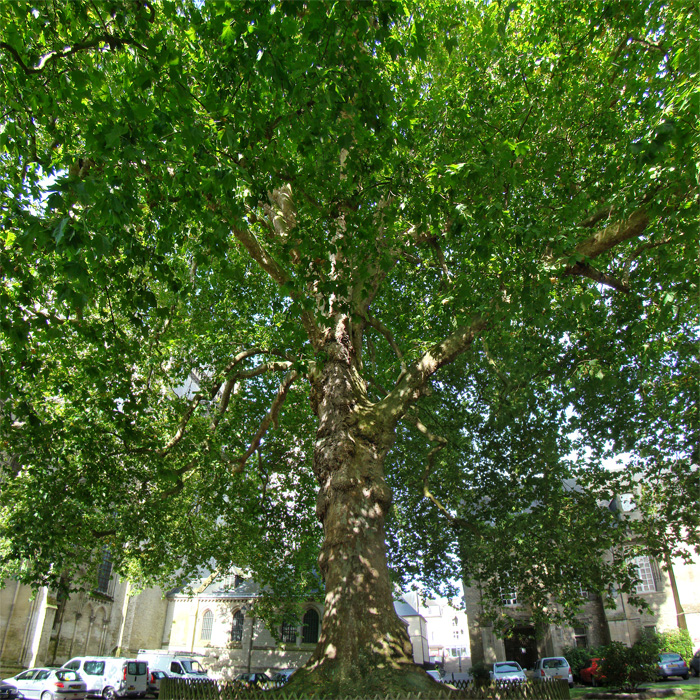
Platane datant de 1797, à Bayeux,
en Normandie, en France.

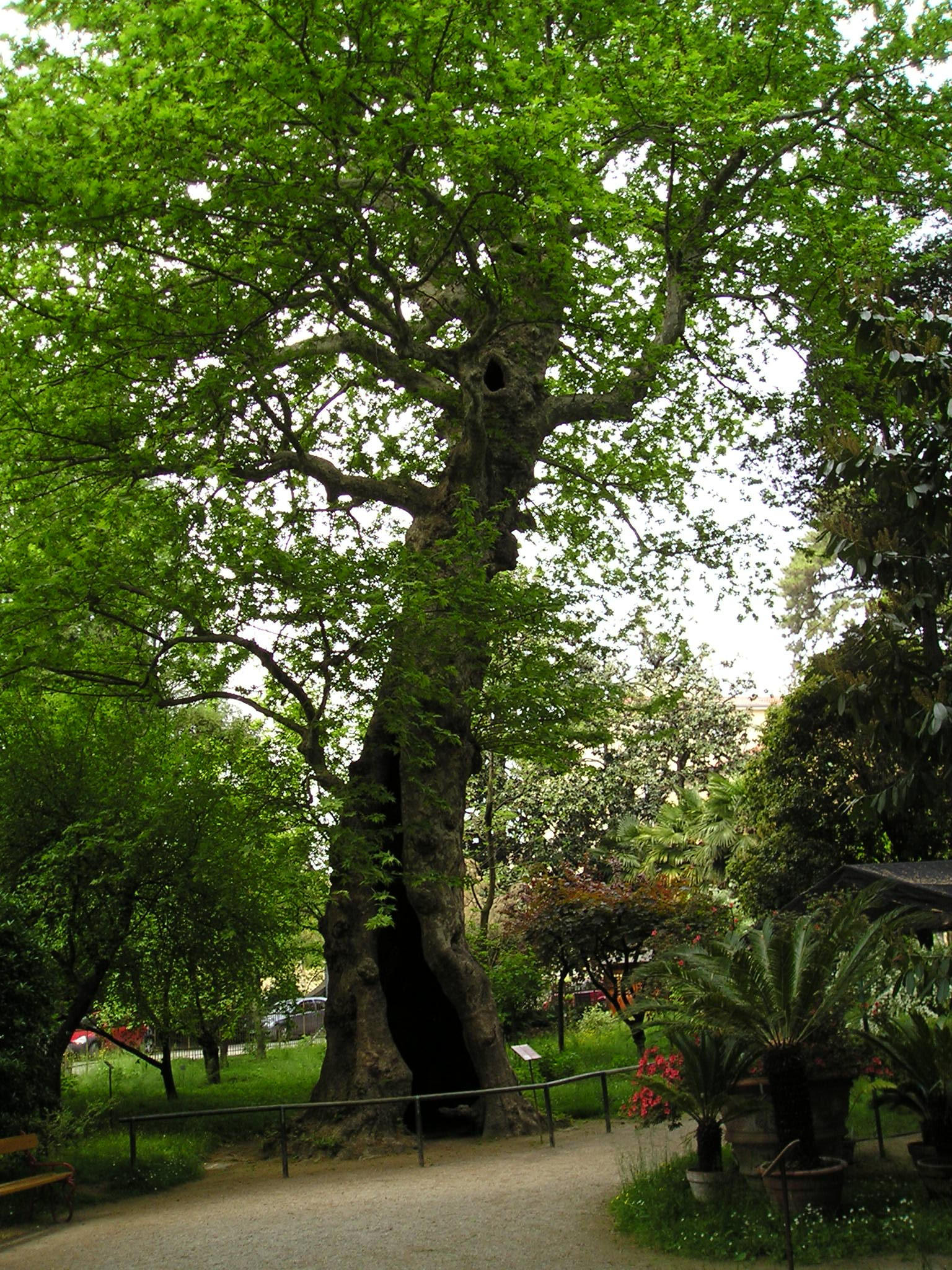
Le platane du jardin botanique de Padoue, planté en 1680.

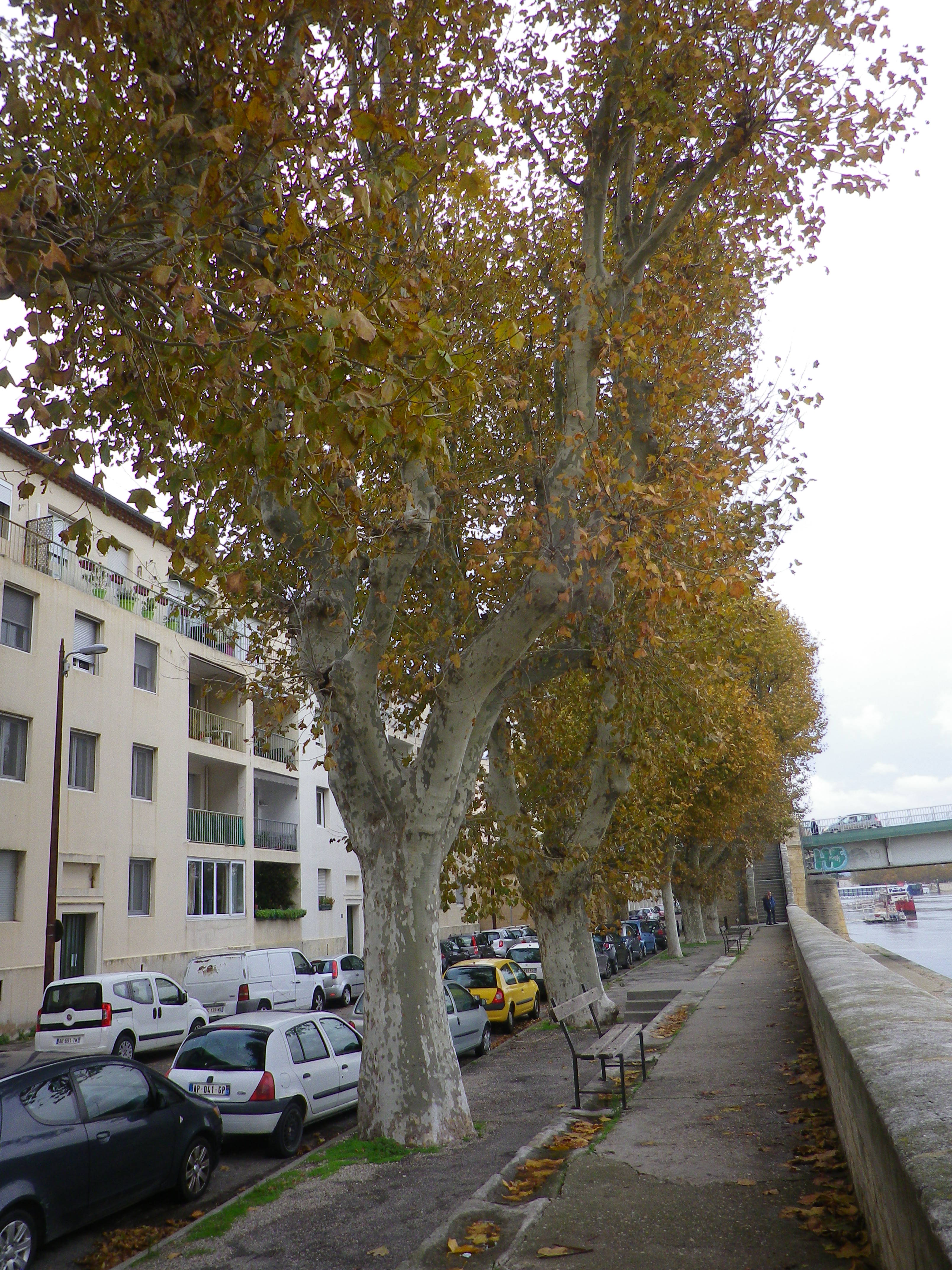
Platane commun en automne à Arles (Bouches-du-Rhône).

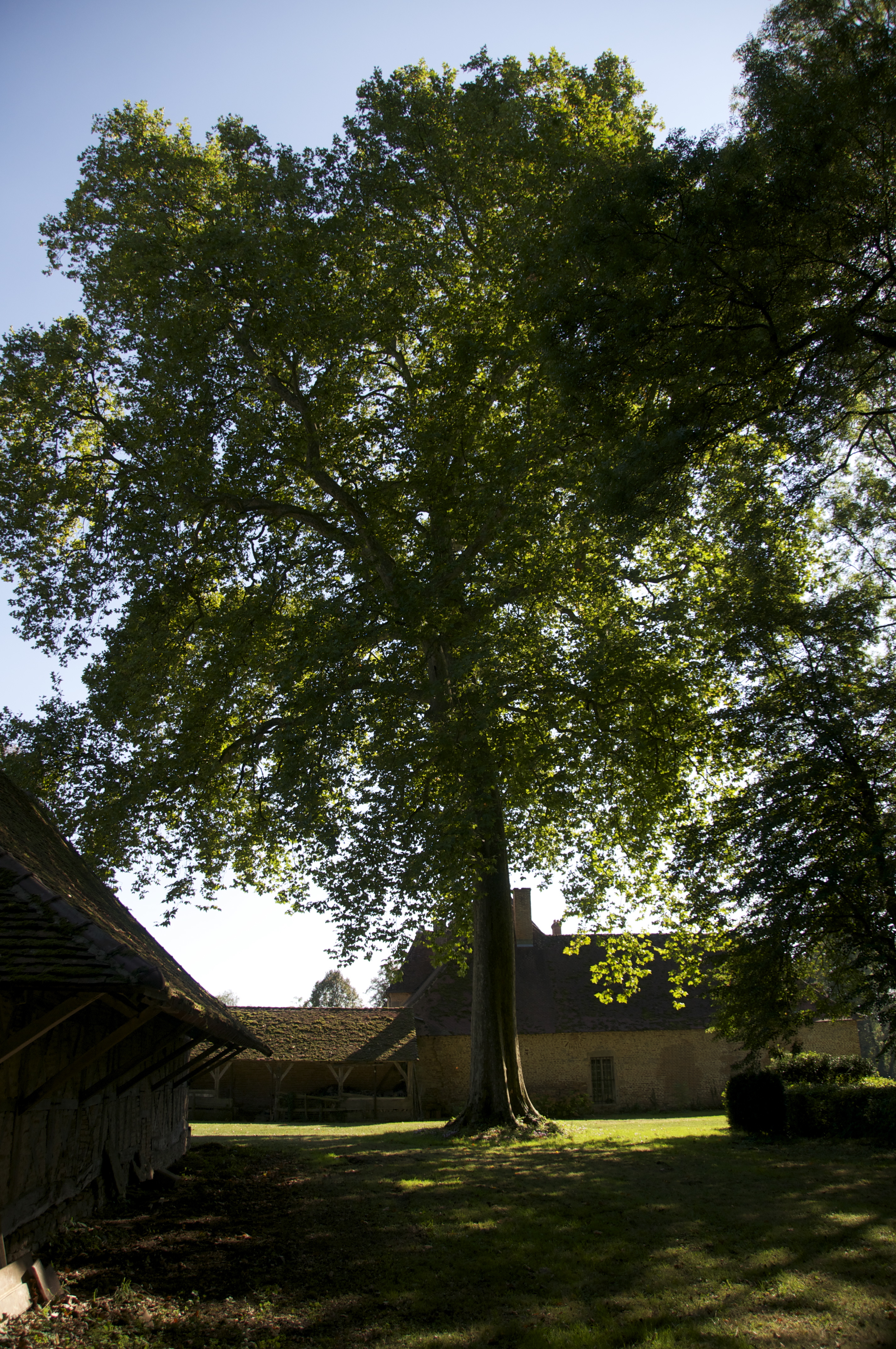
Platane remarquable en Saône-et-Loire

- Platanus ×acerifolia (Aiton) Willd., le Platane commun
- Platanus occidentalis L., le Platane d'Occident
- Platanus orientalis L., le Platane d'Orient
- Platanus racemosa Nutt., le Platane de Californie

Selon GBIF (18 septembre 2021) :
- Platanus appendiculata Lesquereux, 1878
- Platanus bella Kvacek et al., 2001
- Platanus coloradensis Knowlton, 1930
- Platanus gentryi Nixon & J.M.Poole
- Platanus guillelmae Goeppert
- Platanus hispanica Ten.
- Platanus kerrii Gagnep.
- Platanus lindeniana S.Watson
- Platanus mexicana Moric.
- Platanus montana Knowlton, 1899
- Platanus neptuni Buzek et al., 1967
- Platanus nobilis Newberry, 1868
- Platanus occidentalis L.
- Platanus orientalis L.
- Platanus paucidentata Dorf, 1930
- Platanus racemosa Nutt.
- Platanus raynoldsii Newberry
- Platanus rzedowskii Nixon & J.M.Poole
- Platanus wrightii S.Watson
- Platanus ×hybrida Brot.

Selon Plants of the World online (POWO) (18 septembre 2021) :
- Platanus gentryi Nixon & J.M.Poole
- Platanus kerrii Gagnep.
- Platanus ×hispanica Mill. ex Münchh.
- Platanus lindeniana M.Martens & Galeotti
- Platanus mexicana Moric.
- Platanus occidentalis L.
- Platanus orientalis L.
- Platanus palmeri (Kuntze) ined.
- Platanus racemosa Nutt.
- Platanus rzedowskii Nixon & J.M.Poole
- Platanus wrightii S.Watson

## Utilisation
- Usage médicinal : un ouvrage arabe du XIIe siècle, le Traité d'Abou Hamid Mohammed ben Ali Omar, dit Al Samarkandi (car né à Samarcande la seconde moitié du XIIe siècle) dit que la feuille de platane peut être utilisée comme pansement contre les tumeurs chaudes et graves[15].
- Arbre d'ornement : plusieurs espèces sont plantées comme arbre d'ornement urbain et d'alignement le long des rues et des routes. Beaucoup ont été plantés sous le Premier Empire afin de protéger les soldats de la Grande Armée du soleil pendant leurs trajets vers les champs de bataille[16]. Ce sont des arbres qui supportent bien l'élagage et les conditions de vie en milieu urbain.
- Production de bois : le bois des platanes, clair, dur et ferme, peut être utilisé en menuiserie. Certains bois de platane coupés obliquement par rapport au fil du bois prennent un aspect moiré[17] quand ils sont polis. Il ressemble au bois du hêtre et résiste mieux que le bois de hêtre à l'humidité, mais est plus facilement attaqué par les insectes. L'aubier se distingue peu du cœur.

Considéré comme étant difficile à travailler, il est peu employé, sauf en Orient : on peut en faire des travaux d'ébénisterie, de menuiserie, de charronnage. En Europe, il sert surtout pour les intérieurs de meubles (casiers, tiroirs).

## Légendes et traditions
Dans la mythologie grecque, le platane est un symbole de la régénération (l'écorce se régénérant par plaques). Il aurait servi à construire le cheval de Troie. Les noces de platane symbolisent les 61 ans de mariage.

## Le platane dans la culture
- Les Grands Platanes, par Vincent van Gogh, huile sur toile de 1889, 73,4 × 91,8 cm, au Cleveland Museum of Art, don du Hanna Fund. Les Grands Platanes de Vincent van Gogh

Les Grands Platanes de Vincent van Gogh

- C'est sous un platane que discutent Socrate et Phèdre dans le Phèdre de Platon[18]. Phèdre jure par le platane qui se trouve sur les lieux pour convaincre Socrate de déployer son discours sur l'amour[19].

## Maladies des platanes

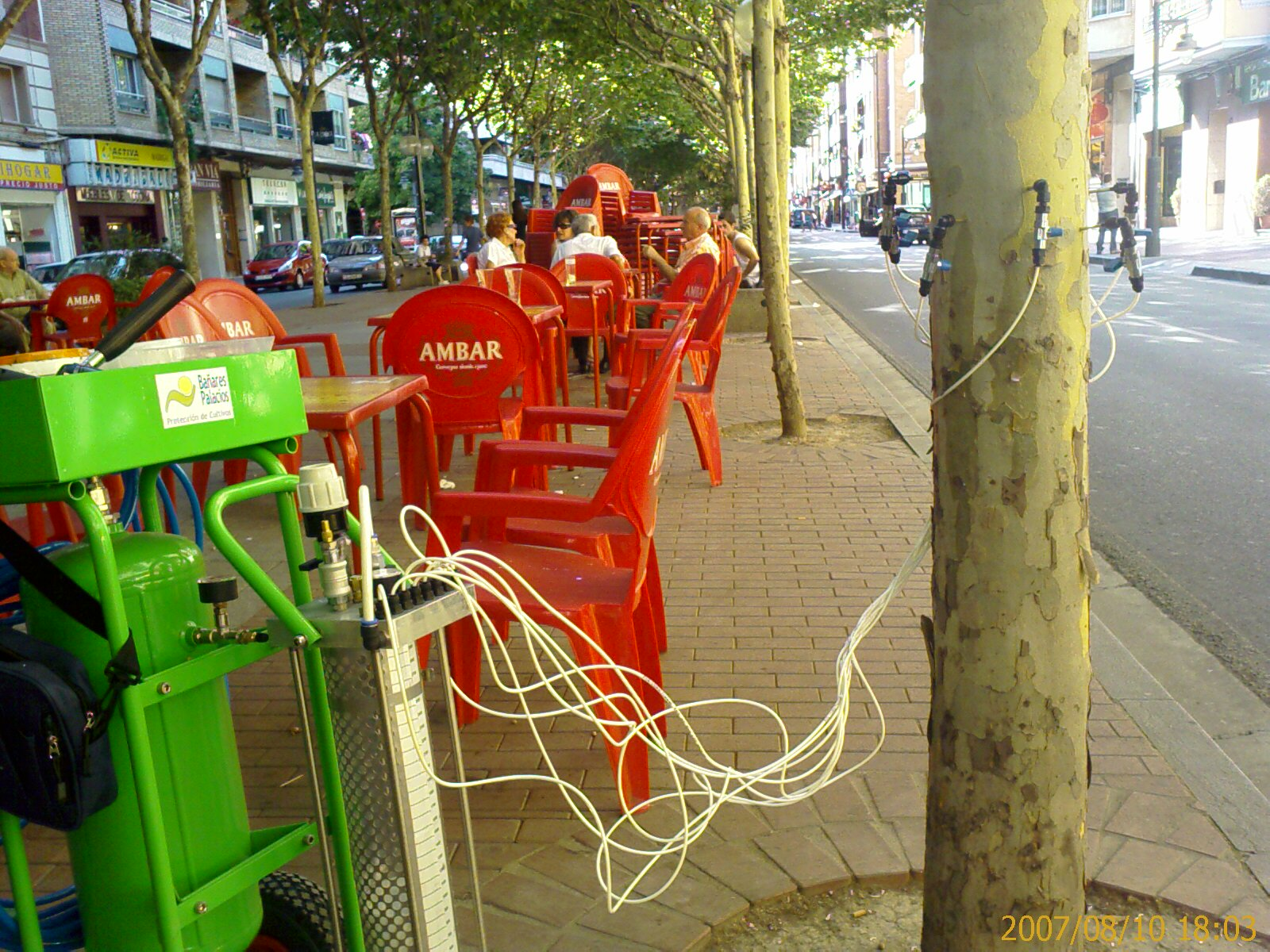
De nouvelles techniques sont développées pour soigner les maladies qui s'étendent facilement dans les populations clonales, obtenues par multiplication végétative.

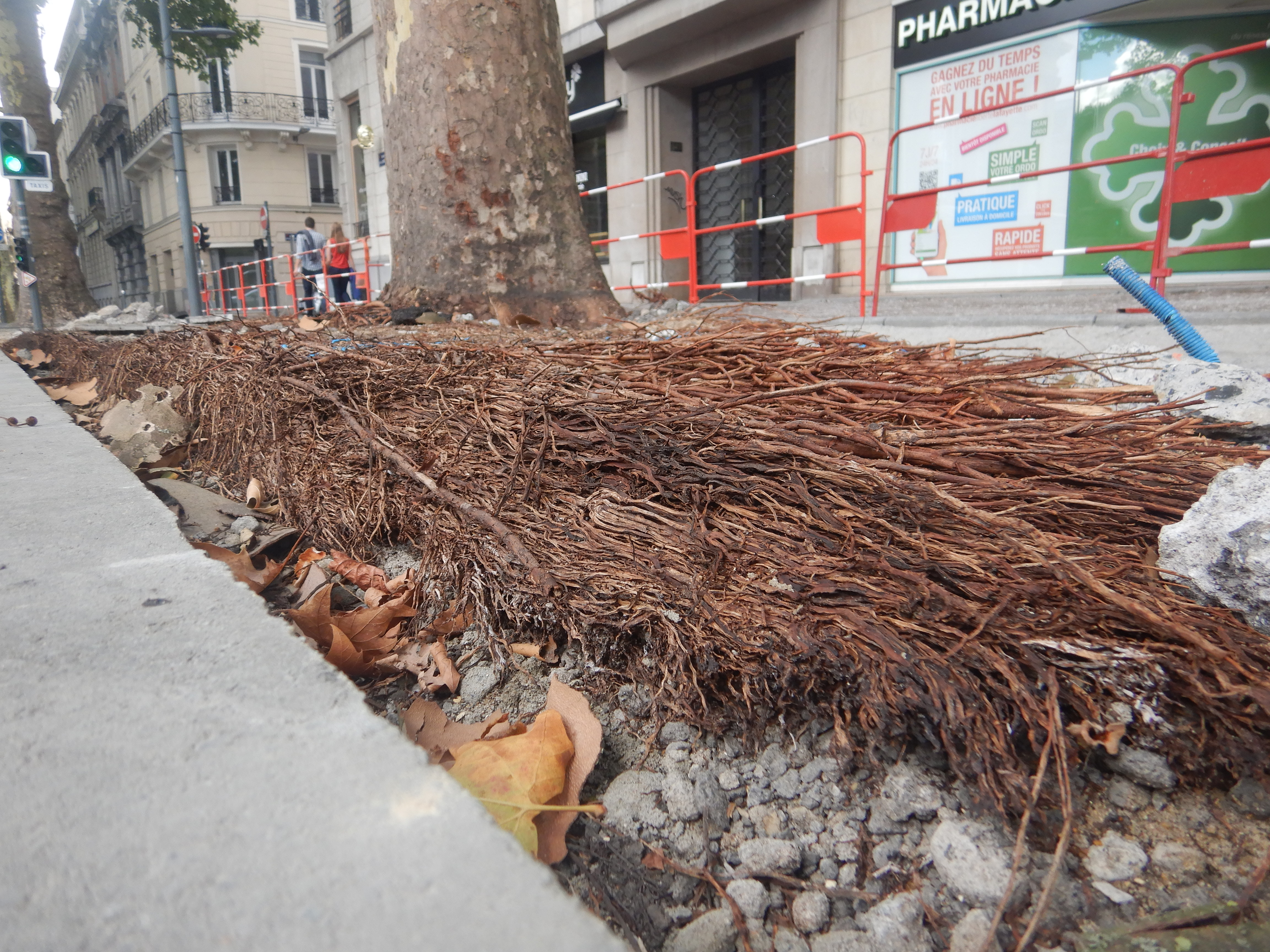
Ce « tapis de racine » (plus de 20 cm d'épaisseur sur plusieurs mètres carrés) s’est développé entre une couche de goudron (surface du trottoir) et une couche de ternaire (visiblement phytotoxique).

Les platanes de Provence sont sérieusement menacés par un micro-champignon, Ceratocystis platani, responsable de la maladie du chancre coloré. Cousin de l'ennemi des ormes, ce parasite est originaire des États-Unis, où il a été décelé dès 1929. Il a très probablement été introduit sur la façade européenne de la Méditerranée lors des opérations militaires de la fin de la Seconde Guerre mondiale, avec les caisses en bois d'armement américain.
Si le parasite est d’abord resté latent pendant près de 15 ans, il touche au début du XXIe siècle toute l’Italie, la Suisse (Tessin et canton de Genève), le Sud de la Grèce ainsi que le Sud de la France, avec un front avancé en région lyonnaise (Bourg-en-Bresse, Chambéry) et dans le Sud-Ouest (canal du Midi, Saint-Gaudens, Toulouse). Quelques spores du champignon introduites dans une blessure, même minime, suffisent à infecter l’arbre tout entier qui ne résistera pas plus de quatre à six ans selon l’endroit de la contamination. En France, près de 50 000 arbres ont déjà péri ainsi (chiffrage en 2010).
Par croisement entre des platanes américains et des platanes d’orient, des chercheurs de l’INRA ont obtenu des plants résistants à la maladie du chancre coloré. De cette sélection est née la variété Platanor (R) Vallis clausa. Cette nouvelle variété présente toutes les caractéristiques ornementales du platane commun, lui-même hybride. Elle est également très résistante à l’anthracnose et à un degré moindre à l’oïdium et au Tingidae.

## Ravageurs des platanes

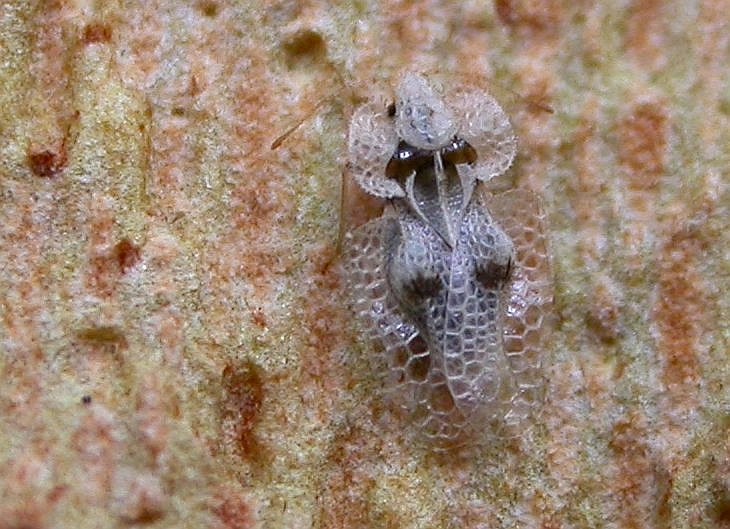
Tigre du platane (Corythucha ciliata)

- Tigre du platane une punaise exotique envahissante : pullule, affecte les feuilles.
- Arocatus longiceps une punaise exotique de la famille des Lygaeidae, mais qui ne cause pas de dégâts.

- Xylella fastidiosa peut affecter les platanes d'ornement. C'est une bactérie très dangereuse qui menace plus de 300 espèces de plantes dont notamment les oliviers. Elle est souvent transmise d'un sujet à l'autre lors des travaux d'élagages des arbres d'ornement en ville, forçant une attention particulière au nettoyage du matériel d'élagage.

## Vocabulaire et risque de confusion
Le mot platane a parfois désigné le bananier, d'où le mot plantain de banane plantain, banane se disant plátano en espagnol ; ainsi dans la relation qu'il fait de sa visite de l'île de Tenerife, Jean-Baptiste Gaby, en 1689, explique que les bananes « sont les fruits de l'arbre Platane. Ils entroient pour lors dans leur maturité ; c'est un fruit de la grosseur & longueur de nos petits cocombres, il est d'un goust fort douçastre & un peu sauvage, quand on n'y est pas accoûtumé. Les espagnols y voyent, disent-ils, au milieu l'image d'un crucifix, quand on les coupe en biaisant ; les plus crédules de nos françois pensoient l'y voir : mais quelque soin que nous prission à l'examiner, nous en pûmes jamais l'y voir ».

## Galerie

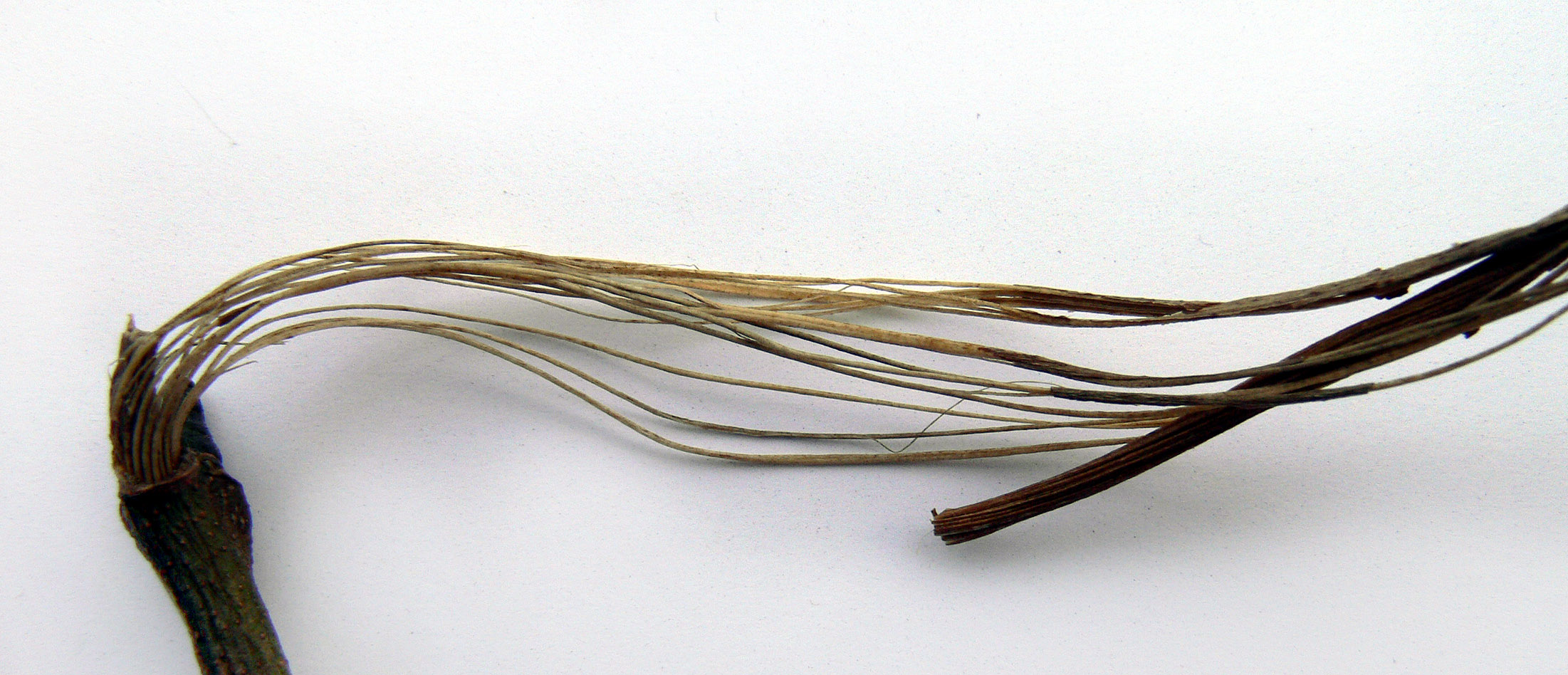
Le pédoncule qui retient l'akène à l'arbre se délite au cours de l'hiver.
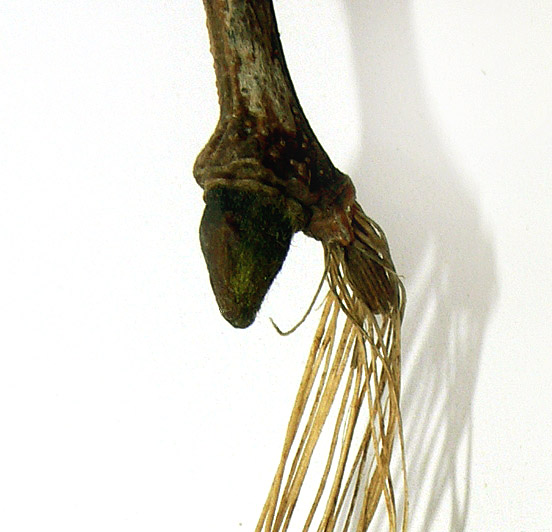
Pédoncule à demi dégradé.
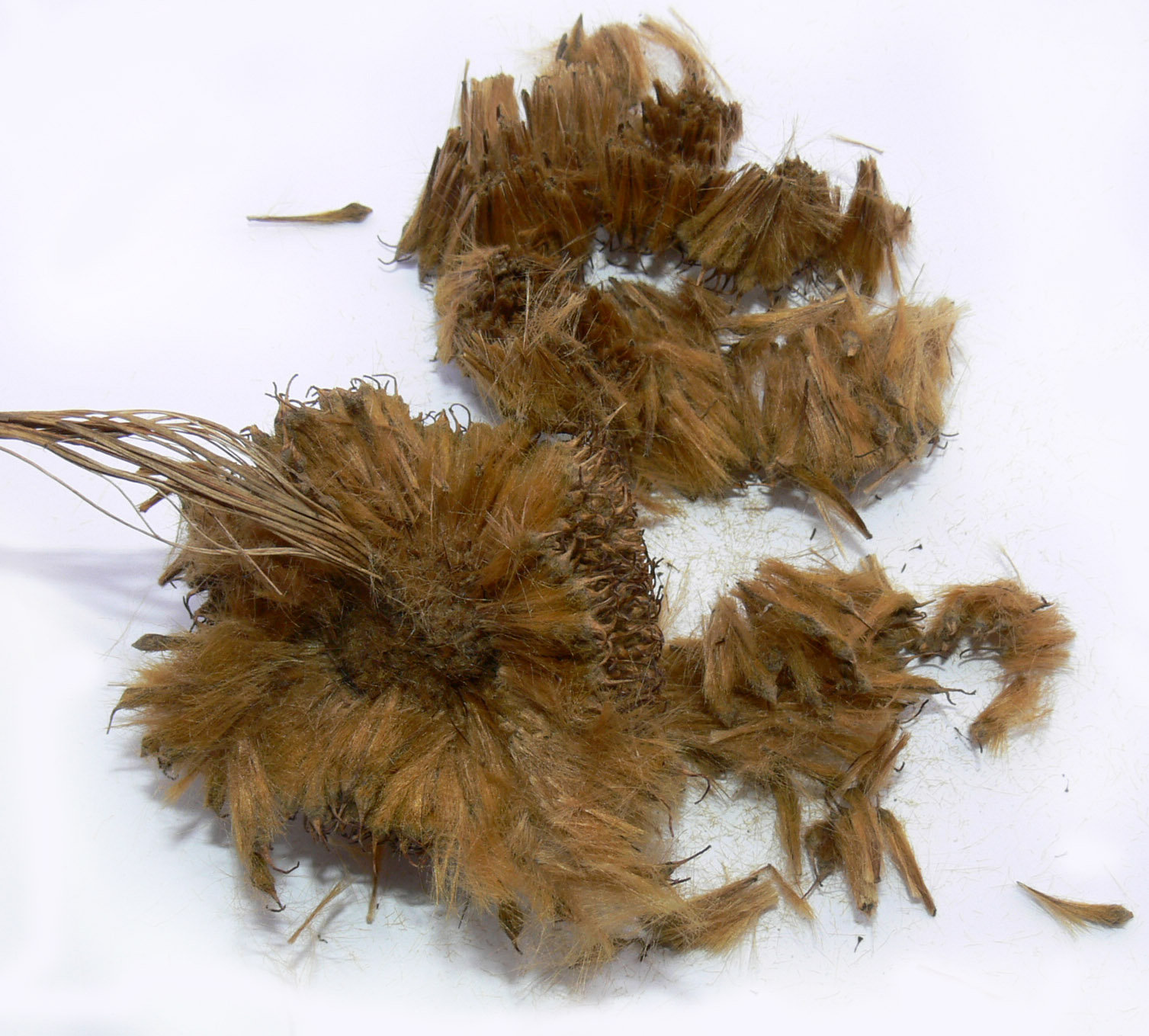
Graines de l'akène.
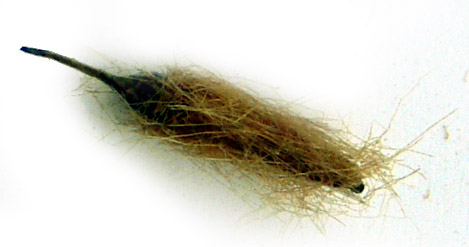
Détail d'une graine.
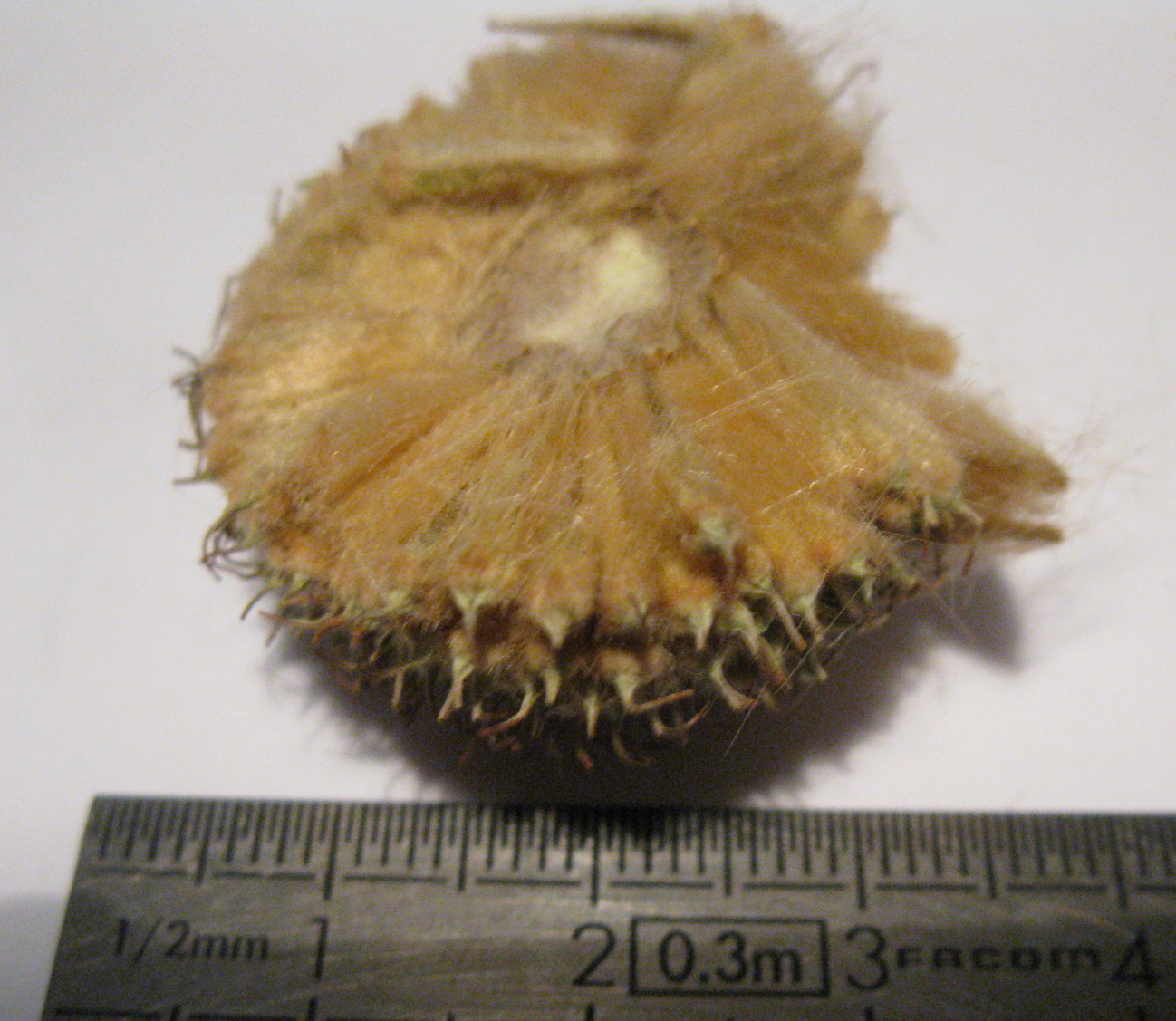
Akène en coupe.
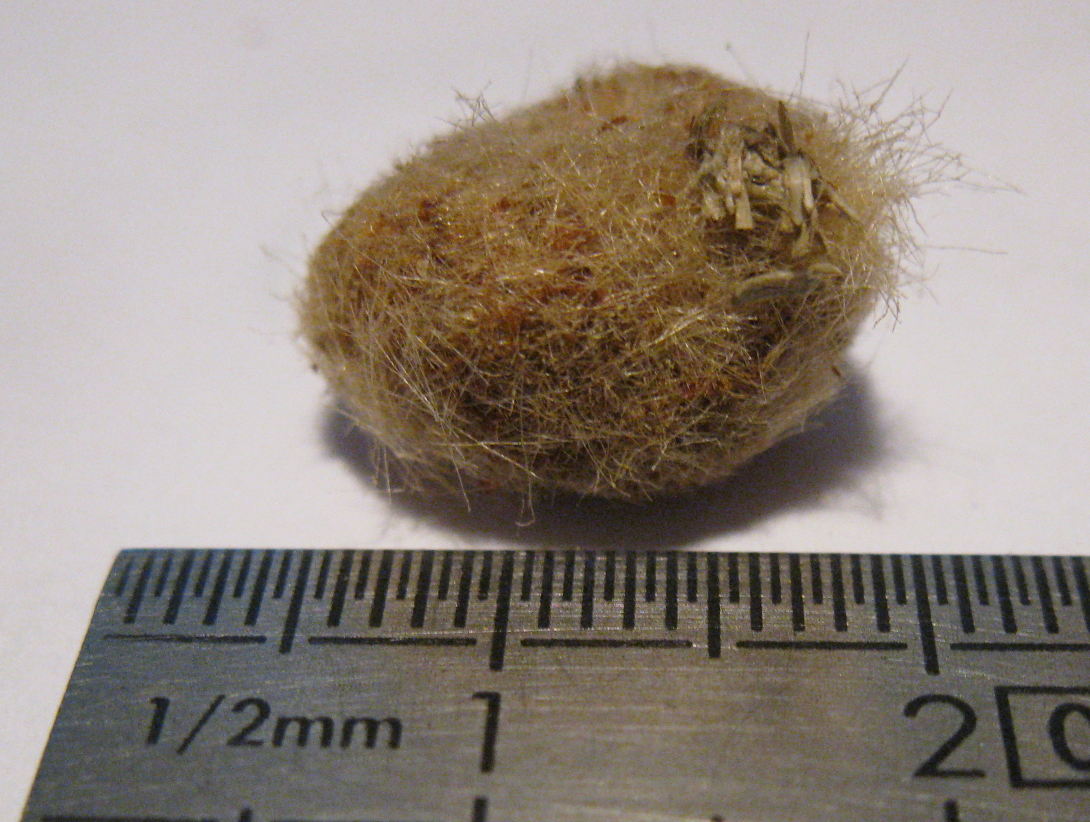
Noyau de l'akène séparé des graines.
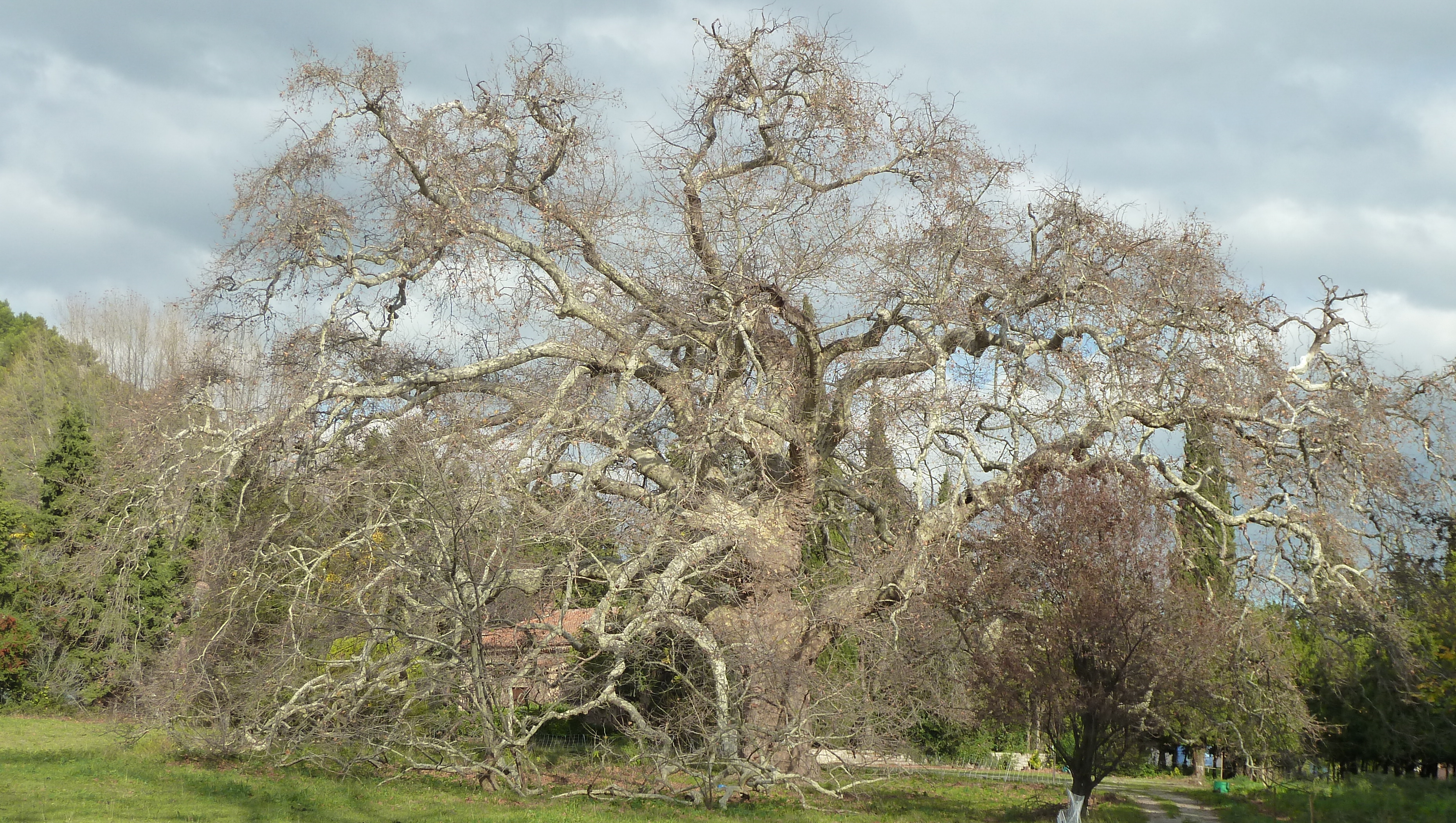
Le platane géant de Provence à Lamanon.
Écorce.
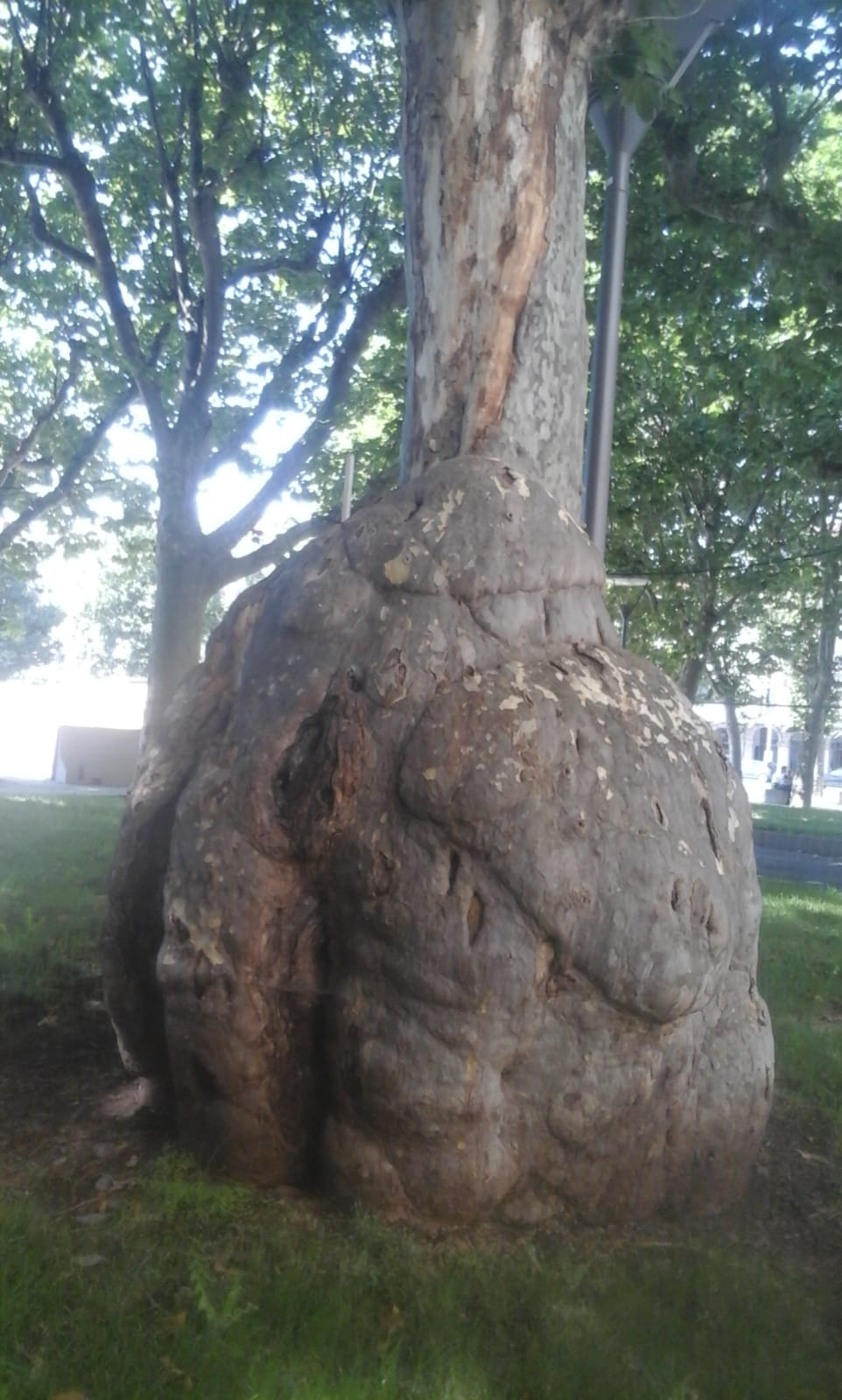
Loupe remarquable sur Platane au Puy-en-Velay.

## Divers
Dans le calendrier républicain français, le 2e jour du mois de germinal, est officiellement dénommé jour du Platane.